# 장크트갈렌주
장크트갈렌주(독일어: Kanton St. Gallen)는 스위스 동북부에 있는 주이다. 주도는 장크트갈렌이다.
스위스 북동부에 위치해 있으며, 주의 면적은 2,026km2(스위스의 5%)이며, 2015년 기준 거주 인구는 거의 50만(스위스의 6%)이다. 이곳은 1803년에 장크트갈렌 시 , 장크트갈렌 수도원의 영토, 구스위스 연방의 여러 이전 대상 영토의 합병으로 형성되었다.

## 역사
장크트갈렌주는 1803년 ‘중재법’에서 나폴레옹 보나파르트가 정의한 다양한 역사적 영토의 인공 구조물이다. 이 주의 절반 정도는 수세기에 걸쳐 장크트갈렌 수도원이 인수한 지역에 해당한다.
장크트갈렌 시는 1405년에 수도원에서 독립했다. 동시에 수도원은 아펜첼에 대한 통제권을 잃었다. 반대로, 토겐부르크는 1468년에 수도원에 인수되었다.
도시와 수도원은 모두 구스위스 연방의 준회원이었지만, 아펜첼과 달리 정회원으로 합류한 적이 없다.
취리히 호수, 발렌제 및 라인탈의 영토는 1798년까지 독립 상태를 유지했다. 헬베티아 공화국에서 현대 주의 북부 지역은 아펜첼과 함께 젠티스주가 되었고, 남부 지역은 글라루스와 함께 린트주가 되었다.
1798년 프랑스 침공 이전에 현대 주의 영토는 자유 도시인 장크트갈렌, 장크트갈렌 수도원의 영토(퓌르슈텐란트 및 토겐부르크 포함), 자유 도시인 라퍼스빌, 페퍼스 수도원, 자르간스 및 라인탈, 작스-포어슈테크, 호헨작스, 베르덴베르크, 빈데크 및 우츠나흐의 독립영지(bailiwicks)였다.
1798년 4월, 이후의 장크트갈렌주의 영토는 젠티스주와 헬베티아 공화국의 린트주(아펜첼, 글라루스, 슈비츠의 일부와 함께)로 분할되었다.
그러나 두 개의 새로운 주에는 즉각적인 재정 문제가 있었고, 인기 없는 여러 세금과 법률을 제정해야 했다. 수도원은 1798년 9월 17일에 세속화되었으며, 대수도원장 판크라즈 포르스터는 비엔나로 도피했다. 인기 없는 법과 수도원의 폐쇄는 지역 전체에 불안을 야기했다. 1799년 제2차 연합 전쟁이 발발했을 때, 오스트리아군은 스위스 동부로 진군하여 대수도원장을 수도원에 있는 그의 왕좌로 돌려보냈다. 그러나 그의 승리는 잠시였다. 오스트리아군과 러시아군은 취리히 외곽에서 패배했고, 프랑스군은 대수도원장을 몰아내고 장크트갈렌으로 돌아왔다.
1803년 중재법의 일환으로 이 지역은 스위스 연방에 장크트갈렌주로 합류했다.
1803년의 주 헌법은 1814년에 수정되었다. 1814년 헌법은 주 인구의 신앙적 이질성 때문에 종교, 결혼, 교육 문제를 주 단위로 조직하지 않고, 주 의회에 종속된 개신교 및 가톨릭 의회의 이원적인 구분(고백적 이원론)을 도입했다.
헌법은 1831년에 다시 개정되어 직접 민주주의의 요소를 도입했다. 1831년 헌법에 따라 주를 15개 구역(Bezirke)으로 나누다가 1918년에 14개로 줄였다(타블라트구와 장크트갈렌구의 합병)
학교 조직에 대한 계속되는 고해성 논쟁으로 인해, 캔톤은 결국 1861년에 교육을 그 권위하에 두었다.
헌법은 1890년에 직접 민주주의를 더욱 강조하면서 다시 개정되었다.
1890년 헌법은 가장 최근에 수정된 주 헌법이 개정된 2001년까지 수많은 변경 사항과 함께 유효했다.
2001년 헌법에서 지역구 분할은 2003년 1월 1일 발효된 8개 선거구(Wahlkreise)로의 분할로 대체되었다.

## 지리

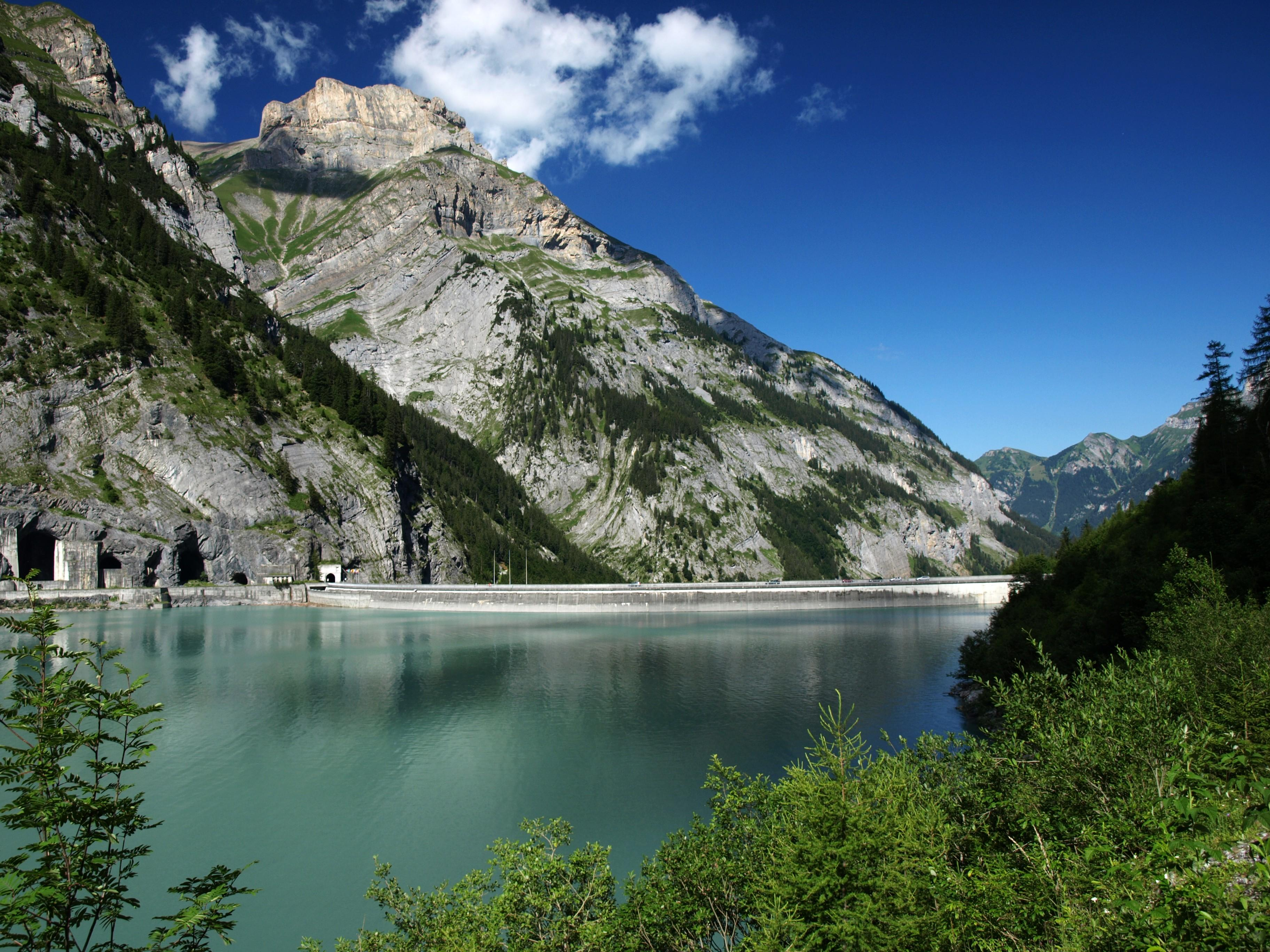
기거발트제, 칼파이젠탈

주는 스위스의 북동쪽에 위치하고 있다. 북쪽으로는 보덴호(보덴제)로 둘러싸여 있다. 동쪽에는 라인 계곡이 있다. 라인강 너머에는 오스트리아(포어아를베르크주)와 리히텐슈타인이 있다. 남쪽으로 장크트갈렌주는 그라우뷘덴주, 글라루스주 및 슈비츠주와 경계를 이루고 있다. 서쪽에는 취리히주와 투르가우주가 있다.
아펜첼이너로덴과 아펜첼아우서로덴의 2개 절반 주는 완전히 장크트갈렌주의 토지로 둘러싸여 있다.
주의 주요 강은 라인강, 투어강, 린트강, 제츠강이다. 지형은 라인강과 콘스탄스 호수 근처의 평야에서 남쪽의 알프스 산악 지역(아펜첼 알프스와 글라루스 알프스)로 변한다. 주의 약 1/3(619.7k㎡)이 나무가 우거진 반면 거의 절반은 9,790.6k㎡가 농업에 사용된다. 농지의 278.6k㎡는 고산 목초지이다. 나머지 주 중에서 259.1k㎡는 비생산적인 것으로 간주되는 반면 176k㎡는 주택이나 도로로 채워져 있다.
해발 고도는 398m(콘스탄스 호수)에서 3,251m(링겔슈피츠)까지 다양하다. 주에는 콘스탄스 호수(54k㎡), 발렌제(18k㎡ 이상) 및 취리히 호수(10k㎡)가 포함된다. 그리고 완전히 그 한계 내에 있는 여러 개의 작은 호수가 존재한다.
주의 산에는 2008년 Swiss Tectonic Arena Sardona라는 이름으로 지질학적 유네스코 세계 자연 유산으로 지정된 트러스트 단층의 일부가 포함되어 있다.

## 행정구역

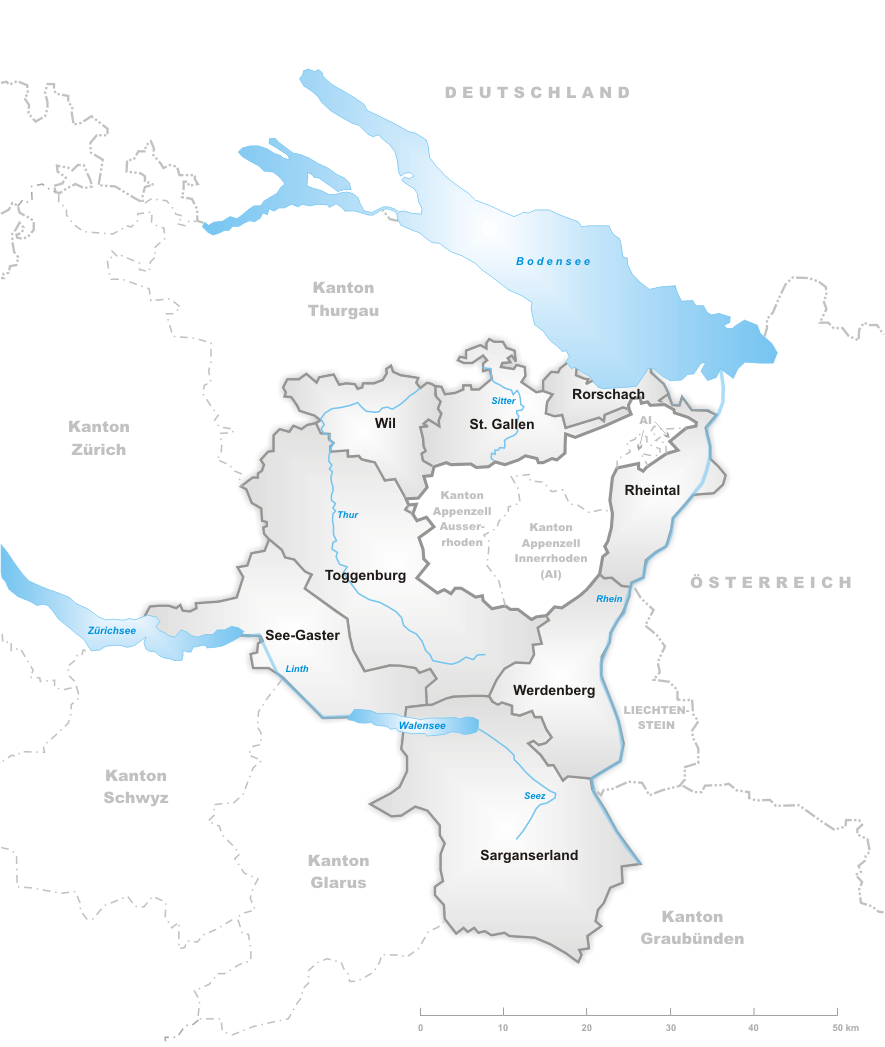
장크트갈렌의 구

2003년 이후로 캔톤은 8개의 선거구(Wahlkreise)로 세분화되어 구(Bezirke)를 대체한다.
- 수도 알트슈테텐이 있는 라인 계곡
- 수도 로르샤흐가 있는 로르샤흐
- 수도 자르간스가 있는 자르간서란트
- 수도 라퍼스빌-요나가 있는 제-가스터
- 수도 장크트갈렌이 있는 장크트갈렌
- 수도 리히텐슈타이크가 있는 토겐부르크
- 수도 부흐스가 있는 베르덴베르크
- 수도 빌이 있는 빌

## 인구통계
인구의 88%가 독일어를 사용한다. 인구의 주요 중심지는 주도 장크트갈렌(인구 69,700명), 라퍼스빌-요나 (27,000명), 빌 (17,500명) 및 고사우(17,000명)이다. 2007년 기준으로 인구는 97,461명으로 전체 인구의 약 20.9%이다. 2000년 기준, 인구 절반 이상이 로마 카톨릭(52%)이고, 나머지는 개신교(28%)이다.

### 과거 인구
역사적 인구는 다음 표에 나와 있다.
| 과거 인구 자료 | 과거 인구 자료 | 과거 인구 자료 | 과거 인구 자료 | 과거 인구 자료    |
| 년도           | 전체 인구      | 스위스         | 비스위스계     | 인구 비율 전체 중 |
| -------------- | -------------- | -------------- | -------------- | ----------------- |
| 1850           | 169 625        | 166 367        | 3 258          | 7.1%              |
| 1880           | 209 719        | 198 195        | 11 524         | 7.4%              |
| 1900           | 250 285        | 221 841        | 28 444         | 7.4%              |
| 1950           | 309 106        | 289 268        | 19 838         | 6.7%              |
| 1970           | 384 475        | 325 641        | 58 834         | 6.1%              |
| 2000           | 452 837        | 361 904        | 90 933         | 6.2%              |
| 2020           | 514,504        |                |                | 6.0%              |

## 경제
농업 활동은 주로 낙농업과 산악 지역의 소 사육으로 구성된다. 평원에서는 과일과 포도주 생산이 중요하지만, 혼합 농업도 있다.
주의 산업에는 광학 제품, 불꽃, 화학 및 의약품이 포함된다. 관광은 많은 리조트에서 중요한 역할을 한다. 바트라가츠와 장크트마르그레텐에 온천탕이 있으며 수많은 겨울 스포츠 시설이 있다.

## 교육
고등 교육 기관으로는 라퍼스빌 공과대학 및 장크트갈렌 대학교가 있다.